# Ernst Bosch
Ernst Bosch es una variedad cultivar de manzano (Malus domestica).
Criado por D. Uhlhorn, Alemania. Se registró por primera vez en 1908. Las frutas tienen una carne firme y gruesa con un sabor subacido.

## Historia
'Ernst Bosch' es una obtención por Diedrick Uhlhorn Jr. en Grevenbroich, Rheinland Alemania  durante la década de 1880. Se registró e introdujo al mercado por primera vez en 1908.
'Ernst Bosch' se cultiva en la National Fruit Collection con el número de accesión: 1951 - 049 y Accession name: Ernst Bosch.

## Características
'Ernst Bosch' tiene un tiempo de floración que comienza a partir de 1 de mayo con el 10% de floración, para el 6 de mayo tiene una floración completa (80%), y para el 13 de mayo tiene un 90% caída de pétalos.
'Ernst Bosch' tiene una talla de fruto de pequeño a mediano; forma globosa, con nervaduras medio débil, corona débil; epidermis con color de fondo amarillo blanquecino, con sobre color naranja, cantidad de color superior ausente, sobre patrón de color lavado, "russeting" (pardeamiento áspero superficial que presentan algunas variedades) bajo; textura gruesa; color de la pulpa blanca.
Su tiempo de recogida de cosecha se inicia a principios de septiembre.

## Usos
Se usa como fruta de mesa, aunque también se utiliza para producir sidra.
Recomendado para el huerto familiar, irrelevante en el cultivo comercial de frutas en la actualidad.

## Ploidismo
Diploide. Auto estéril.